# 와쿠 와쿠 소닉 패트롤 카
《와쿠 와쿠 소닉 패트롤 카》는 1991년에 나온 아이들을 위한 교육용 게임이다. 이 게임은 소닉 더 헤지호그가 경찰 차림을 하고 교통정리를 하는 게임이다. 이 게임은 일본어와 영어로 나왔으나, 영어판은 외국에 수출되지 아니하였다.

## 게임플레이
플레이어가 동전을 넣으면, 소닉 더 헤지호그가 잠시 설명을 하고 순찰에 나서는데, 간혹 닥터 에그맨이 나와서 폭탄을 던져 소닉 더 헤지호그를 잠시 혼란에 빠트린다. 이를 막으려면 경보음을 울려야 한다. 음악으로는 소닉 더 헤지호그 (16비트)의 그린 힐 존, 죽음, 타이틀 화면, 그리고 목숨 추가 음향을 사용한다.